# Santa Elena (Jaén)
Santa Elena ist ein südspanischer Ort und eine Gemeinde (municipio) mit insgesamt 866 Einwohnern (Stand: 2024) im Westen der Provinz Jaén in der autonomen Region Andalusien.

## Lage
Santa Elena liegt in der Sierra Morena knapp 80 km (Fahrtstrecke) nordnordöstlich der Provinzhauptstadt Jaén in einer Höhe von ca. 740 m.
Mitten durch die Gemeinde führt die Autovía A-4.
Das Klima im Winter ist gemäßigt, im Sommer dagegen warm bis heiß; die geringen Niederschlagsmengen (ca. 501 mm/Jahr) fallen – mit Ausnahme der nahezu regenlosen Sommermonate – verteilt übers ganze Jahr.

## Bevölkerungsentwicklung
| Jahr      | 1970  | 1980  | 1990  | 2000  | 2010 | 2020 |
| Einwohner | 1.294 | 1.062 | 1.087 | 1.021 | 982  | 887  |

Die deutliche Bevölkerungsrückgang in der zweiten Hälfte des 20. Jahrhunderts ist im Wesentlichen auf die nahezu ausschließliche Anpflanzung von Olivenbäumen, die damit einhergehende Mechanisierung und den daraus resultierenden  Verlust von Arbeitsplätzen zurückzuführen.

## Sehenswürdigkeiten
- Kirche